# トマス・クラウゼン (教育者)
トマス・グリーンウッド・クラウゼン（英: Thomas Greenwood Clausen、1939年12月22日 – 2002年2月20日
）は、バトンルージュ出身の教育者。エドウィン・エドワーズの第三期ルイジアナ州知事政権下の1984年から1988年までの間、民主党員として、選挙で選ばれる形としては最後となる州教育長を務めた。

## 生い立ち
クラウゼンの母レオネル・ウィルクス・クラウゼン（Leonell Wilkes Clausen）は、セントメアリー郡センターヴィル出身で1999年に没した。彼女はセントメアリー郡のヴェルドンヴィルに住み、そこで息子クラウゼンを生んだ。 晩年はバトンルージュに住んだ。"ママ・ネル"・クラウゼン（"Mama Nell" Clausen）としても知られ、スクールバスの運転家から出られない人への食物の配達、ハンディキャップを持った人々のための学校への勤務、セントメアリーの治安判事などを行っていた。クラウゼンの妹サリー・クラウゼンは、1995年から2001年までサウスイースタン・ルイジアナ大学学長、2008年から2010年までルイジアナ大学評議会の監督下のルイジアナ高等教育委員を務めた教育行政官。義兄弟にはケネス・グレイ（Kenneth Gray）がいた。クラウゼンは29年の間、ジム・アンダーソン（Jim Anderson）の妻ゲイル・ベル（Gale Bell）、後のゲイル・アンダーソン（Gale Anderson）と結婚生活を送った。2人の息子ケイル・トマス・クラウゼン（Kyle Thomas Clausen）、コウリ・ロリン・クラウゼン（Kouri Lorin Clausen）がいた。
クラウゼンはセンターヴィル高等学校で教育を受けた。ルイジアナ大学ラファイエット校で学士号、ルイジアナ州立大学で修士号、サザン・ミシシッピ大学でPh.D.を獲得した。1960年から1961年までアメリカ陸軍に従事した。

## 教育の経歴
クラウゼンは5年間公立学校で教職を勤め、1967年から1972年までニコルズ州立大学アシスタント・プロフェッサーに任命されていた。1972年から1976年までは特殊教育の一環でLouis J. Michotの下、副教育長に就いた。
1979年のNonpartisan primaryで教育長に立候補したが、総選挙で当時現職のJ. ケリー・ニックス（J. Kelly Nix）に敗れた。選挙ポスターにはスクールバスの絵を用いた。 当選の暁には、教育システムを改革し不当な責任を担任に追わせないことを約束した。根本的な知識、学級の規律、職業訓練のプログラム、教師のトレーニングに重きを置き、教育の"常識的な"アプローチを強調した。
1983年10月22日に開催された予備選挙では、ニックスを軽々と退けて当選した。ルイジアナ州事務所は州全体の選挙結果をウェブサイトに掲載していないが、各郡の報告書では多くがクラウゼンを支持するという結果となった。同じ選挙内でエドウィン・エドワーズが、当時現職のデイヴ・トリーンを退けて3度目の当選を果たした。教育長職に就いたクラウゼンは、より厳格な卒業の要件を公布し、コンピュータリテラシー、芸術、外国語を含む選択科目の拡大を図った。彼は教育者のための専門的な機会の拡充を主張した。他にルイジアナ教育省をルイジアナ市民サービス制度に併合する運動を推し進めた。学校の認可の方法を改善した。また、1988年からエドワーズの2代後の後任バディ・ローマーの管理下で指名された教育長への意向も行った。
クラウゼンは共和党のマイク・フォースター管理下のルイジアナ商業・産業委員会委員であった。死没の2年前から、クラウゼンはバトンルージュの Valley Park Alternative Schoolの特別教育教師を任された。62歳で癌により没した。ルイジアナ州議会上院はクラウゼンを敬して同一内容の決議を採択した。
ルイジアナ大学システムはクラウゼンの名を冠した、11つの500ドルの奨学金を設立した。